# Улус Сартака
Улус Сартака, Улус Сартаха — племінне адміністративне державне формування у Золотій Орді у 13-15 сторіччях у Волзько-Донському межиріччі, що було наділено сину Батия Сартаку. Цілком ймовірно, що влітку центром улусу був Укек й згодом — Мохші.

## Історія

### Половецькі об'єднання
За домонгольської доби Волзько-Донське межиріччя належало східному племінному об'єднанню половців, що було очолюване династією Шаруканідів. Після низки вдалих руських походів у 1103—1116 роках на вежі дніпровських, сіверськодонецьких й нижньодонських половців, частина з них відкочовує на схід, у Задоння, Заволжя й Зауралля.
За руськими літописами у 1146 році у Волзько-Донських степах з'являються роди ельтукові; у 1152 році — роди токсобичів й отперлюєві. 1185 року токсобичі разом з іншими половецькими племенами беруть участь у битві з полками князя Ігоря Новгород-Сіверського. До початку 13 сторіччя токсоба, тобто дев'ять родів, посилюється й вступає у боротьбу за панування у степу з дурут або тетробичами, що були західною ордою хана Котяна.

### Монгольська доба
У середині 13 сторіччя кочовища надволзьких половців відійшли на спадок монголо-татарському царевичу Сартаку та стали частиною правого крила Золотої Орди.
На думку В. Л. Єгорова, найімовірніше розташування зимового стану улусу Сартака є золотоординське городище на правому березі Волги, навпроти Сарая-ал-Махруса (Селітренне городище) поблизу села Єнотаєвка Єнотаєвського району Астраханської області. Очевидно, за суворих зим за нестачі пасовищ, частина Волзько-донської орди переправлялася до Заволжя. Переправа худоби могла відбуватися, як льодом, так й вбрід. У подорожі Ібн Батути згадується зимова переправа льодом «на відстані 3-х днів шляху» вище Хаджитархана. У нижній течії Волги в районі сіл Сеїтовки й Ходжетаєвки Красноярського району Астраханської області — традиційних зимівель астраханських ногайців-карагашів, — знаний як «Ханський брід», що здавна використовувався для переправи великих мас худоби
Сарпинська низовина, очевидно, використовувалася золотоординськими кочовиками як зручне пасовище не тільки взимку, але й ранньої весни. Наприкінці весни відбувалася перекочівля з зимового стану до Волзько-донської переволоки й далі на Середнє Подоння. За джерелом «Ходіння Піменовим у Царгород» митрополит Київський й всієї Русі Пимен вирушив ранньою весною й Горішним та Середнім Доном уперше зустрічає татар царського Сарихозіна улусу тільки 24-25 травня 1389 року в місці найбільшого зближення Волги і Дону: «…нача… страх обдержаті, яко внідохом в землю Татарскую, їх же множество обапол Дона рєкі, акі пєсок». У наступні два дні подорожі Пимен побачив більш вражаюче видовище відкочів'я угору Доном ще двох золотоординських улусів Бек-Булата та Ак-Буги: «стада же татарскіє відєхом толіко множество, яко же ум прєвосходящ: овци, кози, воли, вєрблюди, коні».
Восени золотоординські улуси поверталися на зимівлю, очевидно, тим же маршрутом. Так саме у районі переволоку був вбитий взимку 1481 року хан Великої Орди Ахмат Тюменським ханом Ібаком після перекочування улусу на південь.
Влітку улус Сартаха поділявся на безліч частин й займав величезну територію до початку лісостепу у сточищах приток Дону — Ворони, Хопра, Бузулука, Ведмедиці, Аткари, Іловлі. Кочівля татар, очевидно, відбувалася лівим березі Дону та його приток. Окремі кочові аїли улусу Сартака просувалися ще далі на північ до берегів невеликих степових річок Тєрєшки й Курдюма, що впадають у Волгу вище сучасного Саратова.
Адміністративним центром улусу влітку, цілком ймовірно, було місто Укек. Першу згадку про місто пов'язують з подорожжю Гільєма Рубрука Волгою у 1253 році. Спочатку засноване монголами як невелике поселення при переправі послів через Волгу, стало великим містом з власним монетним подвір'ям. На початку XIV сторіччя випуск золотоординської монети у місті припинився, що дає змогу припустити перенесення центру улусу з Укеку до Мохші. Проте таке переміщення центру улусу не змінило маршруту кочівлі степовиків «Сари-Тау — хребетом річки», як зазначено у тюркському дастані «Ідегей», що описує події кінця XIV—XV сторіч.

### Криза кочівництва та ісламізація етносу улуса
В улусі Сартака літні пасовиська займали величезний простір у межиріччі Середніх Волги й Дону, й в разі потреби поширювалися у лісостепу берегами Хопра, Медведиці й Тєрєшки (Асметовка, Рамзай, Мар'євка, Царевщина). Проте зимові пасовища у Нижньому Надволжі були вкрай обмежені, так що улус переходив на правобережжя Ахтуби й спорадично зимував у дельті Волги. Це призвело до часткового осідання частини кочового населення улусу у нижньо-надволзьких золотординських містах, де з початку 14 сторіччя запанував іслам, та прийняття їх культури.
За матеріалами 14 сторіччя зимового стойбища улуса Бату біля Царева городища дозволяють прослідкувати дві культурні традиції:
- кочівницьку язичницьку, — чисельний інвентар (кінська збруя та зброя), супроводжувальне поховання коня;
- осідаючу мусульманську, — традиція мала перехідний характер; впливи мусульманської обрядності; кибла, підбої-ляхди, саван, перекриття-надгробія; поява у похованнях прикрас, монет, побутових речей, залишків взуття та одягу; спорудження саманних надмогильних споруд — огорож округлої або прямокутної форми.

Для осілого мусульманського населення Золотої Орди Лев Гумільов запропонував термін «саратульський народ» (від центральноазійського — сарт), що, на його думку, найліпше відбиває перехід надволзьких етносів у мусульманський надетнос.

## Курганні могильники улусу

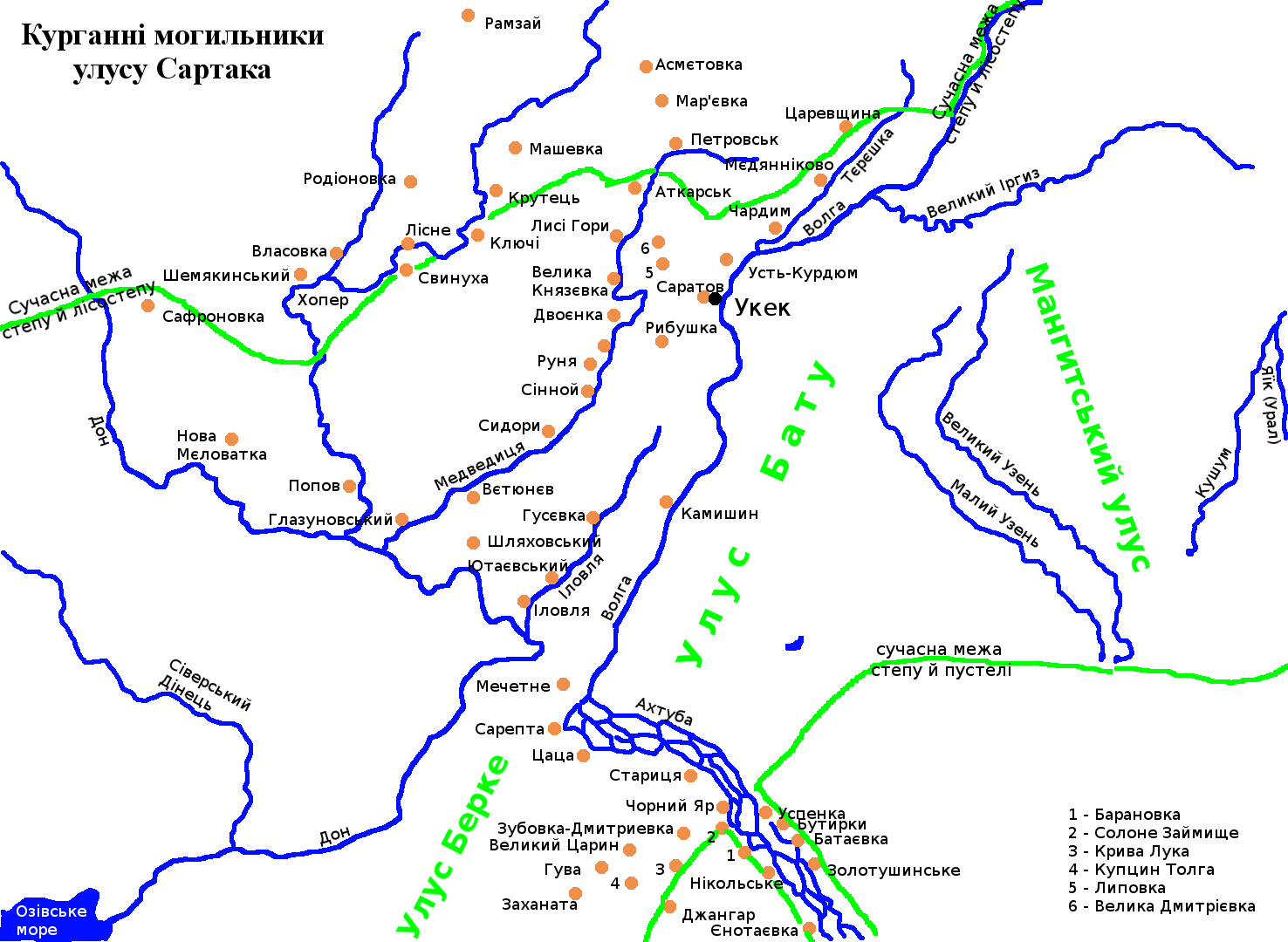
Курганні могильники улусу Сартаха

### Могильники за сезоном кочівель
Населення улусу Сартаха на літніх стойбищах залишило чимало могильників у межиріччі Волги й Дону, що, ймовірно, слід визнати родовими кладовищами різних кланів улусу Сартака:
- кургани у села Свинуха на Хопрі,
- Аткарський й Глазуновський на Медведиці,
- Ютаєвський на Іловлі,
- Усть-Курдюмський над річкою Курдюм.

З початком холодів різні роди улусу Сартака відкочовували на південь, де складали більш компактні групи в районі зимівель:
- на правобережжі Нижнього Надволжя на Сарпинській низовині (найбільші скупчення курганів у районі Стариці, Зубовки, Чорного Яру й далі у степ, поблизу Кривої Луки та озер Сарпинської низовини),
- на лівобережжі у нижній течії Ахтуби у районі Сарая-ал-Махруса (значні золотоординські могильники біля Успенки й Бутирок).

### Могильники за періодом
Язичницький, домусульманський період Золотої Орди у 13-15 сторіччях дає різноманітний археологічний матеріал обряду поховання у курганних могильниках. Його особливості дають можливість визначити деякі етно-конфесіональні особливості обрядності улусів.
До «язичницького періоду» 2-ї половини 13-14 сторіч в улусі Сартака виявлено 122 поховання. За порівнянням поховального обряду поховань за Федоровим-Давидовим улус Саратака був найбільш половецьким й найменш монгольським серед надволзьких улусів Золотої Орди: традиційні з монгольським впливом поховання Д1 — 28,5 %; традиційні поховання А1 — 26,7 %; домонгольські половецькі В1 — 12,5 %; огузо-печенізькі БІ й БІІ — 6,6 %, Половецькі поховання підтверджують перебування в улусі орди Токсоба. Печенізькі поховання свідкують про збереження печенігів у східнополовецькому союзі племен, або, про перехід огузьких канглів із Заволжя у Волзько-донське межиріччя за золотоординського часу..
Виявлено 99 поховань «мусульманського періоду» 14-15 сторіччя в улусі Сартака. Разом з похованнями улусу Бату тут відстежується підвищений вплив шаріату понад віддалені степові улуси Надволжя. За типом обрядності поховання відносяться до типів А1 — 56 %, AIV — 11 %, AV — 15 %, VI — 6 %. Інша риса, що об'єднує улуси Сартака й Бату цього періоду є спорудження саманних й цегляних надмогильних споруд:
- на зимівлях улусу Сартака, — спорудження округлих оградок (Успенка, Бутирка);
- на зимівлях улусу Бату, — спорудження квадратних оградок (Царєв, Маляєвка, Бахтіяровка).[7]